# Temple de la Grande Compassion
Le temple de la Grande Compassion (chinois simplifié : 大悲院 ; pinyin : dà bēi yuàn), également surnommé, temple Zen de la Grande Compassion, est un temple bouddhiste chan situé dans la municipalité de Tianjin, en République populaire de Chine. Il a été construit sous le règne de l'empereur Shunzhi pendant la dynastie Qing (1643 - 1661).
Le temple est d'abord connu pour abriter une relique du crâne de Xuanzang, cependant, la relique a été transportée en Inde dans les années 1950 et est maintenant exposée au musée de Patna.
Aujourd'hui, le temple est une attraction touristique dont le prix d'entrée s'élève à 4 yuans. Il ouvre à 9 h du matin et il est situé proche de la principale gare ferroviaire de Tianjin.

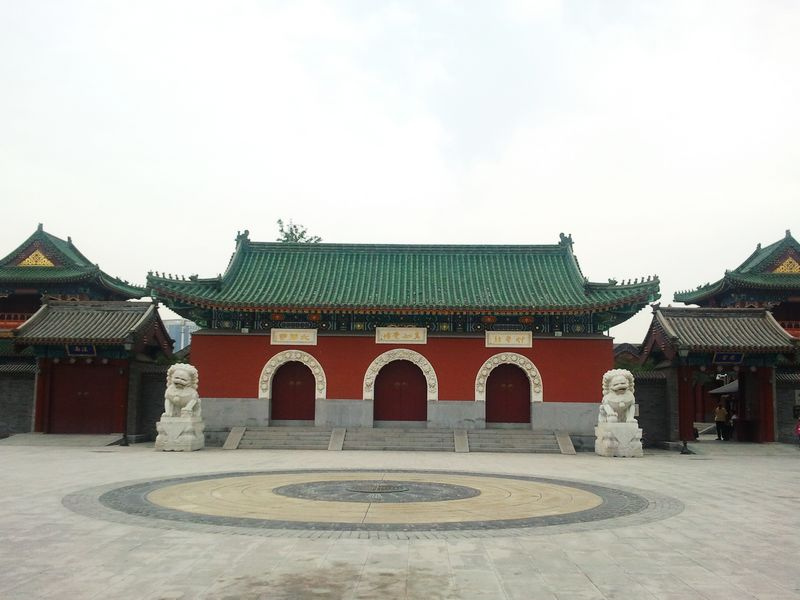
Le temple de la Grande Compassion en 2011.